# Khúc Thừa Dụ
Khúc Thừa Dụ, (830-907), est de 905 à 907 le premier gouverneur vietnamien d'Annam (nord de l'actuel Viêt Nam, à l'époque province à l’extrême sud de la Chine).

## Biographie
Alors qu'en Chine la dynastie Tang s'affaiblit, Khúc Thừa Dụ profite du départ forcé du gouverneur chinois d'Annam pour prendre le contrôle de la province en 905.
N'étant pas en mesure de combattre les vietnamiens, la dynastie Tang reconnaît l'autorité de Khúc Thừa Dụ, ce qui constitue un premier pas important vers l'indépendance vietnamienne, alors que la région est sous domination chinoise depuis une dizaine de siècles.
À sa mort en 907, son fils Khúc Hạo lui succède en tant que gouverneur à la tête d'Annam et conforte la relative indépendance de la province.